# Urte Krass
Urte Krass (geboren 1977)  ist eine Kunsthistorikerin und Professorin für Kunstgeschichte an der Universität Bern.

## Leben
Von 1998 bis 2003 studierte Krass Kunstgeschichte und Geschichte  an der Universität Hamburg, wo sie ihre Magisterarbeit über Simon von Trient in der Druckgraphik um 1500 schrieb. Ab 2004 war sie wissenschaftliche Assistentin am Kunsthistorischen Institut in Florenz/Max-Planck-Institut. 2006 erhielt sie dort ein Promotionsstipendium und wurde 2009 an der Universität Hamburg mit der Arbeit „Nah zum Leichnam. Bilder neuer Heiliger im Quattrocento“ promoviert. Anschließend war sie bis 2018 wissenschaftliche Assistentin an der Ludwig-Maximilians-Universität München (LMU-München). Dort arbeitete sie, unter anderem als Junior Researcher in Residence des Münchner Center for Advanced Studies (CAS), an ihrem Habilitationsprojekt zum politischen Bildgebrauch im portugiesischen Kolonialreich. 2016 war sie im Rahmen eines Forschungsstipendiums der Gerda Henkel Stiftung als Visiting Scholar am CHAM (Centro de História d'Aquém e d'Além-Mar) in Lissabon. 2017 erhielt sie ein Reisestipendium der Fritz Thyssen Stiftung. 2018 wurde sie mit dem Prinzessin Therese von Bayern Preis 2017 für exzellente Wissenschaftlerinnen an der LMU München ausgezeichnet. 2018 habilitierte sich Krass mit der Arbeit "Bilderwelten 1640. Die globale Visualisierung der portugiesischen Restauration".
Krass interessiert sich für bildwissenschaftliche und bildanthropologische Fragen nach der Funktion und der Wirkmacht der Bilder. Dabei liegt ein Schwerpunkt auf den Wechselbeziehungen zwischen Heiligenbildern und Reliquienkult in der italienischen Renaissance, ein weiterer auf der politischen Ikonographie und dem politischen Bildgebrauch in Portugal und seinem Kolonialreich im 17. Jahrhundert.
Seit August 2018 ist Krass Außerordentliche Professorin für Kunstgeschichte der Neuzeit am Institut für Kunstgeschichte der Universität Bern.

## Werke (Auswahl)

### Monographien
- Bilderwelten 1640. Die globale Visualisierung der portugiesischen Restauration (Habilitationsschrift)
- Nah zum Leichnam. Bilder neuer Heiliger im Quattrocento (Italienische Forschungen des Kunsthistorischen Instituts in Florenz, I Mandorli, Bd. 16), Berlin/München: Deutscher Kunstverlag 2012. ISBN 978-3-422-07091-2[3]

### Als Herausgeberin
- Visualizing Portuguese Power. The Political Use of Images in Portugal and Its Overseas Empire (16th to 18th Century), Zürich/Berlin: Diaphanes (Bilder-Diskurs), Zürich/Berlin: Diaphanes (Bilder-Diskurs) 2017.
- The Public in the Picture. Involving the Beholder in Antique, Islamic, Byzantine, Western Medieval and Renaissance Art (gemeinsam mit Beate Fricke), Zürich/Berlin: Diaphanes (Bilder-Diskurs) 2015.
- Was macht die Kunst? Aus der Werkstatt der Kunstgeschichte (= Münchner Kontaktstudium Geschichte, Bd. 12), München: Utz 2009.

## Auszeichnungen
- 2017: Prinzessin Therese von Bayern Preisträgerin 2017[4]